# Караманите
Карама́ните (болг. Караманите) — село у Варненській області Болгарії. Входить до складу общини Вилчий Дол.

## Населення
За даними перепису населення 2011 року у селі проживали 309 осіб.
Національний склад населення села:
| Національність   | Кількість осіб | Відсоток |
| ---------------- | -------------- | -------- |
| болгари          | 152            | 60,3%    |
| турки            | 95             | 37,7%    |
| цигани           | 0              | 0%       |
| Всього відповіли | 252            |          |

Розподіл населення за віком у 2011 році:
Динаміка населення: